# Stelis hurdi
Stelis hurdi är en biart som först beskrevs av Thorp 1966.  Stelis hurdi ingår i släktet pansarbin, och familjen buksamlarbin. Inga underarter finns listade i Catalogue of Life.